# Eckerd Tennis Open 1990
L'Eckerd Open 1990 è stato un torneo di tennis giocato sulla terra rossa. È stata la 16ª edizione del torneo, che fa parte della categoria Tier III nell'ambito del WTA Tour 1990. Si è giocato a Tampa negli Stati Uniti, dal 16 al 22 aprile 1990.

## Campionesse

### Singolare
Monica Seles ha battuto in finale  Katerina Maleeva con il punteggio di 6–1, 6–0

### Doppio
Mercedes Paz /  Arantxa Sánchez Vicario hanno battuto in finale  Sandra Cecchini /  Laura Arraya con il punteggio di 6–2, 6–0